# Lucrezia di Merida
Lucrezia di Merida (... – Mérida (Spagna), 306) è stata una martire cristiana di inizio IV secolo durante la grande persecuzione voluta dall'imperatore Diocleziano.

## Biografia
Santa Lucrezia di Merida è una santa spagnola che morì martirizzata ai tempi di Diocleziano e del prefetto Daciano. Insieme a lei morì Santa Eulalia. La Chiesa cattolica ne fa memoria il 23 novembre.